# Kan du inte säga något snällt i stället
Kan du inte säga något snällt i stället är en roman från 2015 av den svenske författaren Per Landin. Den handlar om en medelålders man som nyligen har fått lämna sin tjänst som teaterregissör och tillbringar två veckor vid sitt sommarhus i Skåne, plågad av oro och tomhetskänslor.

## Mottagande
Crister Enander skrev i Gefle Dagblad: "Per Landins språk präglas av en osedvanlig stringens och samtidigt det stilrenas inneboende skönhet. Att Per Landin har sina litterära förebilder i framför allt de tyska litterära traditionerna – i vilka han är minst sagt är välbevandrad – men även den centraleuropeiska litteraturen är tydligt på ett minst sagt förlösande och tankeväckande sätt." Enander fortsatte: "Undertexten i romanen är stark och ovanligt betydelsebärande för svenska förhållanden. Den fyller i och förtäljer med minimala åtbörder de delar som behövs för att historien ska bli ett helt och även för att huvudpersonen ska ges möjlighet att framträda i helfigur och bli begriplig. Per Landin hanterar romanens olika skikt med stor säkerhet och förmår att ladda även den yttre handlingen med en diffus och tveeggad stämning av osäkerhet, oro och ett tärande tvivel."